# The Battle Rages On…
The Battle Rages On… — четырнадцатый студийный альбом британской рок-группы Deep Purple. Вышел в Британии 11 июля, а в США 27 июля 1993 года. Это последний альбом, записанный в «классическом» составе группы (Mark 2).

## История создания
The Battle Rages On… начал записываться в США на Bearsville Studios в Нью-Йорке с Джо Линн Тёрнером в качестве вокалиста. После увольнения Тёрнера в 1992 году на его место по инициативе Ричи Блэкмора была выдвинута кандидатура Майка Димео. Однако другим участникам, особенно Джону Лорду, молодой певец пришёлся не по нраву. По требованию звукозаписывающей компании в группу был возвращён Иэн Гиллан. Блэкмору, негативно относившемуся к Гиллану как к личности, пришлось согласиться с этим вариантом. После воссоединения классического состава (Mark II) работа продолжилась в Red Rooster Studios в Тутцинге, где были записаны вокальные партии и начато микширование записей. Окончательное сведение сделано на Greg Rike Studios в Орландо, штат Флорида.
В заглавной песне, как объяснял Гиллан, «говорится о Югославии, о невозможности любить, когда все вокруг убивают друг друга. Это протест против ненависти, возникающей между людьми». В Великобритании диск поднялся до 21-го места.
За выходом альбома последовал гастрольный тур, во время которого группу со скандалом покинул Ричи Блэкмор. Последнее выступление «золотого состава» состоялось 17 ноября 1993 года в Хельсинки.
Блэкмор саркастично называл альбом «The cattle grazes on» («Скот пасётся»). Джефф Бартон (Classic Rock) назвал The Battle Rages On… худшим альбомом Deep Purple.

## Список композиций
Авторами композиций, за исключением специально отмеченных, являются Блэкмор, Гиллан и Гловер
1. «The Battle Rages On» (Блэкмор, Гиллан, Гловер, Лорд, Пейс) — 5:55
2. «Lick It Up» — 3:59
3. «Anya» (Блэкмор, Гиллан, Гловер, Лорд) — 6:31
4. «Talk About Love» (Блэкмор, Гиллан, Гловер, Лорд, Пейс)— 4:07
5. «Time to Kill» — 5:48
6. «Ramshackle Man» — 5:33
7. «A Twist in the Tale» — 4:16
8. «Nasty Piece of Work» (Блэкмор, Гиллан, Гловер, Лорд) — 4:35
9. «Solitaire» — 4:41
10. «One Man’s Meat»  — 4:38

## Участники записи
- Иэн Гиллан — вокал
- Ричи Блэкмор — гитара
- Джон Лорд — клавишные
- Роджер Гловер — бас-гитара
- Иэн Пейс — ударные